# MOL Cup 2024/2025
MOL Cup 2024/2025, nebo také Pohár FAČR, byl 32. ročníkem českého fotbalového poháru. Soutěže se účastnily profesionální i amatérské fotbalové kluby z České republiky z různých pater systému fotbalových soutěží v ČR. Vítězem se stal tým SK Sigma Olomouc.
Název je odvozen od titulárního sponzora, kterým je od sezóny 2015/16 maďarská ropná a plynárenská společnost MOL.

## 1. předkolo
| 20. července 2024 17:00 |             |               |                                                                   |
| SK Tichá                | 1 : 1 (pp.) | FK Nový Jičín | Sportovní areál SK Tichá, Tichá diváci: 210 rozhodčí: Tomáš Herda |
| Kudýn 30'               |             | 37' Štefek    | Sportovní areál SK Tichá, Tichá diváci: 210 rozhodčí: Tomáš Herda |

|  |       | Penaltový rozstřel |
|  | 8 : 9 |                    |

| 20. července 2024 17:00 |       |                |                                                               |
| TJ TATRAN Rousínov      | 0 : 1 | FC Kuřim       | Fotbalový stadion, Rousínov diváci: 120 rozhodčí: Lukáš Jurča |
|                         |       | 29' Rolinek A. | Fotbalový stadion, Rousínov diváci: 120 rozhodčí: Lukáš Jurča |

| 21. července 2024 17:00   |             |                   |                                                                   |
| SK Fotbalová škola Třebíč | 2 : 2 (pp.) | FC Velké Meziříčí | Vrchlického 990-tráva, Třebíč diváci: 400 rozhodčí: Jan Nápravník |
| Hobza 13' Dlouhý V. 42'   |             | 3' Jonáš 37' Šuta | Vrchlického 990-tráva, Třebíč diváci: 400 rozhodčí: Jan Nápravník |

|  |       | Penaltový rozstřel |
|  | 3 : 4 |                    |

| 21. července 2024 17:00                                                   |       |                       |                                                                             |
| TJ Sokol Čechovice                                                        | 5 : 2 | FC Kostelec na Hané   | Fotbalové hřiště Čechovice, Čechovice diváci: 364 rozhodčí: Michal Pospíšil |
| Šteigl P. 3' Studený F. 45' Veselý J. 45+2' Šteigl J. 51' Halouzka F. 78' |       | 1' Řehulka 8' Skalník | Fotbalové hřiště Čechovice, Čechovice diváci: 364 rozhodčí: Michal Pospíšil |

| 21. července 2024 17:00        |       |                       |                                                                |
| FK Petřvald na Moravě          | 3 : 2 | TJ Řepiště            | Stadion Petřvald, Petřvald diváci: 134 rozhodčí: Vojtěch Banot |
| Pyclík 70' Kovařík M. 76', 77' |       | 28' Maloň 62' Leixner | Stadion Petřvald, Petřvald diváci: 134 rozhodčí: Vojtěch Banot |

| 24. července 2024 17:30 |       |                                                     |                                                                        |
| SC Pustá Polom          | 1 : 5 | FC Bílovec                                          | Stadion Pustá Polom, Pustá Polom diváci: 220 rozhodčí: Pavel Schneider |
| Kunz 35' (vl.)          |       | 16', 45+1' Kunz 18' Seidler 75' Kollek 85' Gajdošík | Stadion Pustá Polom, Pustá Polom diváci: 220 rozhodčí: Pavel Schneider |

## 2. předkolo
| 26. července 2024 17:30 |       |                                                                                          |                                                                    |
| FK Kofola Krnov         | 0 : 7 | FC Hlučín                                                                                | Fotbalový stadion Krnov, Krnov diváci: 270 rozhodčí: Martin Šafrán |
|                         |       | 20' Plesník 27' Wala 29' Ptáček J. 33' Cabadaj 75' Smékal D. 88' Buchvaldek 90+1' Kovala | Fotbalový stadion Krnov, Krnov diváci: 270 rozhodčí: Martin Šafrán |

| 26. července 2024 17:30 |       |                            |                                         |
| FC Velké Meziříčí       | 0 : 2 | TJ Tatran Bohunice         | Bory diváci: 300 rozhodčí: Jiří Julínek |
|                         |       | 60' Ševčík 88' Williams C. | Bory diváci: 300 rozhodčí: Jiří Julínek |

| 26. července 2024 18:00 |       |                                  |                                                                          |
| MSK Břeclav             | 0 : 3 | FK Hodonín                       | Stadion MSK Břeclav, Břeclav-Poštorná diváci: 230 rozhodčí: Luboš Drozdy |
|                         |       | 18' Veljača 41' Bohun 56' Kadlec | Stadion MSK Břeclav, Břeclav-Poštorná diváci: 230 rozhodčí: Luboš Drozdy |

| 26. července 2024 18:00 |       |               |                                                                  |
| FK Petřvald na Moravě   | 0 : 1 | MFK Vítkovice | Stadion Petřvald, Petřvald diváci: 127 rozhodčí: Jiří Macrineanu |
|                         |       | 7' Nieslanik  | Stadion Petřvald, Petřvald diváci: 127 rozhodčí: Jiří Macrineanu |

| 26. července 2024 18:00 |       |                                            |                                                                       |
| FC TVD Slavičín         | 1 : 3 | FC Strání                                  | Stadion FC TVD Slavičín, Slavičín diváci: 150 rozhodčí: David Šimoník |
| Jakubowicz 67'          |       | 34' Michalec 42' Hruboš 64' (vl.) Kalus V. | Stadion FC TVD Slavičín, Slavičín diváci: 150 rozhodčí: David Šimoník |

| 26. července 2024 18:00 |       |                                               |                                                                                |
| FC Fastav Vsetín        | 1 : 3 | FC Zlínsko                                    | Fotbalový stadion na Tyršově ulici, Vsetín diváci: 250 rozhodčí: Pavel Budovič |
| Matyáš J. 29'           |       | 20' Studený S. 60' Dano Gouamene 79' Andriyak | Fotbalový stadion na Tyršově ulici, Vsetín diváci: 250 rozhodčí: Pavel Budovič |

| 26. července 2024 18:00  |       |                   |                                                                |
| SK Hranice               | 2 : 1 | Tatran Všechovice | Stadion SK Hranice, Hranice diváci: 357 rozhodčí: Petr Dorušák |
| Jasenský 58' Cagaš 90+1' |       | 51' Orava         | Stadion SK Hranice, Hranice diváci: 357 rozhodčí: Petr Dorušák |

| 27. července 2024 10:15                      |       |                                    |                                                                     |
| FC Kuřim                                     | 4 : 1 | SFK Vrchovina Nové Město na Moravě | Městský fotbalový stadion, Kuřim diváci: 150 rozhodčí: Štěpán Burgr |
| Musil P. 14' Svoboda P. 38' Čech V. 42', 51' |       | 74' Šteffl                         | Městský fotbalový stadion, Kuřim diváci: 150 rozhodčí: Štěpán Burgr |

| 27. července 2024 10:30 |       |                                              |                                                                         |
| TJ Skaštice             | 0 : 4 | ČSK Uherský Brod                             | Fotbalové hřiště Skaštice, Skaštice diváci: 160 rozhodčí: Josef Tomanec |
|                         |       | 14' Flasar 40' Šipoš 55' Votava 86' Beneš J. | Fotbalové hřiště Skaštice, Skaštice diváci: 160 rozhodčí: Josef Tomanec |

| 27. července 2024 16:30 |       |                      |                                                                      |
| TJ Břidličná            | 1 : 2 | SK Jiskra Rýmařov    | Stadion Břidličná, Břidličná diváci: 405 rozhodčí: Tomáš Ehrenberger |
| Dydowicz 52'            |       | 2' Kolísek 22' Hleba | Stadion Břidličná, Břidličná diváci: 405 rozhodčí: Tomáš Ehrenberger |

| 27. července 2024 17:00 |       |                    |                                                                          |
| FK Nový Jičín           | 0 : 1 | FC Vratimov        | Stadion TJ Nový Jičín, Nový Jičín diváci: 200 rozhodčí: Michal Broskevič |
|                         |       | 68' (pen.) Šindler | Stadion TJ Nový Jičín, Nový Jičín diváci: 200 rozhodčí: Michal Broskevič |

| 27. července 2024 17:30      |             |                           |                                                                      |
| FC SLOVAN Havlíčkův Brod     | 3 : 3 (pp.) | FC Slovan Rosice          | Stadion Na Losích, Havlíčkův Brod diváci: 170 rozhodčí: Marek Švehla |
| Matulka 41' Vopršal 60', 89' |             | 11' Goj 63', 68' Rajčinec | Stadion Na Losích, Havlíčkův Brod diváci: 170 rozhodčí: Marek Švehla |

|  |       | Penaltový rozstřel |
|  | 2 : 4 |                    |

| 27. července 2024 17:30 |       |                                              |                                                                   |
| TJ MILO Olomouc         | 1 : 4 | TJ START Brno                                | Stadion FK Nové Sady, Olomouc diváci: 196 rozhodčí: Simon Vejtasa |
| Ambrož M. 7' (pen.)     |       | 57', 65' Zikl M. 90+1' Plichta 90+3' Rogožan | Stadion FK Nové Sady, Olomouc diváci: 196 rozhodčí: Simon Vejtasa |

| 27. července 2024 17:30 |             |                  |                                                                       |
| TJ Slovan Bzenec        | 1 : 1 (pp.) | TJ Sokol Lanžhot | Stadion v Zámeckém Parku, Bzenec diváci: 350 rozhodčí: Kamil Prokůpek |
| Absolon 3'              |             | 45+1' Balážik    | Stadion v Zámeckém Parku, Bzenec diváci: 350 rozhodčí: Kamil Prokůpek |

|  |       | Penaltový rozstřel |
|  | 4 : 1 |                    |

| 27. července 2024 17:30 |       |                                                           |                                                                          |
| TJ Sokol Čechovice      | 0 : 6 | 1. HFK Olomouc                                            | Fotbalové hřiště Čechovice, Čechovice diváci: 168 rozhodčí: Jan Petrásek |
|                         |       | 13', 33', 47', 64' Svrčina 86' Hovorka J. 90+1' Skopal J. | Fotbalové hřiště Čechovice, Čechovice diváci: 168 rozhodčí: Jan Petrásek |

| 27. července 2024 18:00                                |       |              |                                                                                 |
| FC ŽĎAS Žďár nad Sázavou                               | 5 : 1 | FK Blansko   | Sportovní areál Bouchalky, Žďár nad Sázavou diváci: 300 rozhodčí: Ondřej Terber |
| Trojánek 10' Veselský 15' Žila 19' Horák 33' Suský 83' |       | 77' Jaroš K. | Sportovní areál Bouchalky, Žďár nad Sázavou diváci: 300 rozhodčí: Ondřej Terber |

| 28. července 2024 |                     |                 |                   |
| TJ Sokol Tasovice | 3 : 0 (Kontumováno) | 1. SC Znojmo FK | Tasanda, Tasovice |
|                   |                     |                 | Tasanda, Tasovice |

| 28. července 2024 10:15 |             |           |                                                                      |
| MFK Havířov             | 1 : 1 (pp.) | FK Třinec | Městský fotbalový stadion, Havířov diváci: 666 rozhodčí: Matěj Dudek |
| Kuzmanović 43'          |             | 15' Dedič | Městský fotbalový stadion, Havířov diváci: 666 rozhodčí: Matěj Dudek |

|  |       | Penaltový rozstřel |
|  | 4 : 3 |                    |

| 28. července 2024 17:30 |       |                                                 |                                                                           |
| TJ Valašské Meziříčí    | 1 : 4 | FK Frýdek-Místek                                | Hřiště FC Lhotka, Lhotka nad Bečvou diváci: 254 rozhodčí: Vojtěch Godfryd |
| Vrána J. 20'            |       | 4' Hajnoš 54' Gorčica 64' Makowiecki 76' Kedroň | Hřiště FC Lhotka, Lhotka nad Bečvou diváci: 254 rozhodčí: Vojtěch Godfryd |

| 28. července 2024 17:30 |       |                                             |                                                                          |
| FK Šumperk              | 0 : 4 | SK Uničov                                   | Městský stadion Šumperk, Šumperk diváci: 440 rozhodčí: Lubomír Habermann |
|                         |       | 3', 44' Svoboda J. 40' Ambrozek 66' Komenda | Městský stadion Šumperk, Šumperk diváci: 440 rozhodčí: Lubomír Habermann |

| 28. července 2024 17:30 |             |                 |                                                                             |
| FK Bospor Bohumín       | 0 : 0 (pp.) | TJ Unie Hlubina | Fotbalový areál Pavla Srnička, Bohumín diváci: 300 rozhodčí: Ondřej Kovařík |
|                         |             |                 | Fotbalový areál Pavla Srnička, Bohumín diváci: 300 rozhodčí: Ondřej Kovařík |

|  |       | Penaltový rozstřel |
|  | 6 : 5 |                    |

| 28. července 2024 17:30 |       |               |                                                                     |
| FC Kvasice              | 2 : 1 | SK Baťov 1930 | Hřiště FC Kvasice, Kvasice diváci: 350 rozhodčí: Alexandr Černoevič |
| Sigmund 35', 55'        |       | 75' Marek     | Hřiště FC Kvasice, Kvasice diváci: 350 rozhodčí: Alexandr Černoevič |

| 28. července 2024 17:30     |       |              |                                                                               |
| TATRAN Ždírec nad Doubravou | 1 : 0 | AFC Humpolec | Stadion SK Tatran, Ždírec nad Doubravou diváci: 290 rozhodčí: Jaroslav Jahoda |
| Novotný P. 27'              |       |              | Stadion SK Tatran, Ždírec nad Doubravou diváci: 290 rozhodčí: Jaroslav Jahoda |

| 28. července 2024 17:30 |       |                  |                                                                    |
| FK Kozlovice            | 1 : 0 | SFK ELKO Holešov | Sportovní areál Kozlovice, Přerov diváci: 310 rozhodčí: Jiří Slabý |
| Vaculík J. 40'          |       |                  | Sportovní areál Kozlovice, Přerov diváci: 310 rozhodčí: Jiří Slabý |

| 28. července 2024 17:30 |       |                         |                                            |
| FC Bílovec              | 1 : 0 | FK SK Polanka nad Odrou | Bílovec diváci: 150 rozhodčí: Martin Gadaj |
| Melecký 86'             |       |                         | Bílovec diváci: 150 rozhodčí: Martin Gadaj |

| 28. července 2024 17:30                  |       |                               |                                                                   |
| SK BESKYD Frenštát pod Radhoštěm         | 4 : 0 | 1. BFK Frýdlant nad Ostravicí | Na Nivách, Frenštát pod Radhoštěm diváci: 270 rozhodčí: Jan Krupa |
| Klimpar 8', 48' Bezloja 47' Jedlička 66' |       |                               | Na Nivách, Frenštát pod Radhoštěm diváci: 270 rozhodčí: Jan Krupa |

| 31. července 2024 18:00 |       |            |                                                                       |
| SK Hořovice             | 1 : 0 | FK Komárov | Městský stadion Hořovice, Hořovice diváci: 400 rozhodčí: Václav Kubec |
| Wacker 3'               |       |            | Městský stadion Hořovice, Hořovice diváci: 400 rozhodčí: Václav Kubec |

| 2. srpna 2024 18:00                               |       |                                                      |                                                                          |
| FC Rokycany                                       | 4 : 3 | SK SENCO Doubravka                                   | Fotbalové hřiště Rokycany, Rokycany diváci: 205 rozhodčí: Jakub Doubrava |
| Novák R. 25' (vl.) Matas 44' (pen.) Kroc 62', 79' |       | 20' (vl.) Rybář M. 65' Krejčí P. 71' (pen.) Künstner | Fotbalové hřiště Rokycany, Rokycany diváci: 205 rozhodčí: Jakub Doubrava |

| 2. srpna 2024 18:00 |             |                                 |                                                                     |
| FK Turnov           | 0 : 0 (pp.) | FK Slovan Hrádek nad Nisou 1910 | Fotbalový stadion Turnov, Turnov diváci: 150 rozhodčí: Eduard Pekař |
|                     |             |                                 | Fotbalový stadion Turnov, Turnov diváci: 150 rozhodčí: Eduard Pekař |

|  |       | Penaltový rozstřel |
|  | 4 : 2 |                    |

| 3. srpna 2024 10:15      |       |                             |                                                                            |
| RMSK Cidlina Nový Bydžov | 1 : 2 | FK Dobrovice                | Městský stadion Nový Bydžov, Nový Bydžov diváci: 130 rozhodčí: Pavel Fišer |
| Blažek 85'               |       | 37' Pánek 72' (pen.) Bartoš | Městský stadion Nový Bydžov, Nový Bydžov diváci: 130 rozhodčí: Pavel Fišer |

| 3. srpna 2024 10:15 |       |          |                                                              |
| TJ SK Hřebeč        | 1 : 0 | SK Štětí | Fotbalové hřiště, Hřebeč diváci: 234 rozhodčí: Jiří Gerhardt |
| Kefurt 52'          |       |          | Fotbalové hřiště, Hřebeč diváci: 234 rozhodčí: Jiří Gerhardt |

| 3. srpna 2024 10:15   |             |                       |                                                            |
| FK Olympie Březová    | 2 : 2 (pp.) | FK Baník Sokolov 1948 | Fotbalové hřiště, Březová diváci: 300 rozhodčí: David Šmat |
| Kursa 20' Vokáč 45+1' |             | 58', 69' Krlička      | Fotbalové hřiště, Březová diváci: 300 rozhodčí: David Šmat |

|  |       | Penaltový rozstřel |
|  | 6 : 5 |                    |

| 3. srpna 2024 10:15     |       |                                                                      |                                                                                 |
| FK Slavoj Český Krumlov | 1 : 6 | FK Benešov                                                           | Areál FK Slavoj Český Krumlov, Český Krumlov diváci: 168 rozhodčí: Matěj Toucha |
| Kordík 57'              |       | 20' Čmovš 22' Svoboda D. 25' Kubiš 48', 66' Sklenička M. 63' Velička | Areál FK Slavoj Český Krumlov, Český Krumlov diváci: 168 rozhodčí: Matěj Toucha |

| 3. srpna 2024 10:15  |             |                         |                                                                      |
| FK Meteor Praha VIII | 1 : 1 (pp.) | FK Neratovice-Byškovice | Fotbalový areál v Libni, Praha diváci: 125 rozhodčí: Vojtěch Severýn |
| Michálek 70'         |             | 80' Šustr D.            | Fotbalový areál v Libni, Praha diváci: 125 rozhodčí: Vojtěch Severýn |

|  |       | Penaltový rozstřel |
|  | 3 : 0 |                    |

| 3. srpna 2024 10:15                    |       |                        |                                                                               |
| TJ Spartak Soběslav                    | 3 : 0 | TJ Hluboká nad Vltavou | Fotbalový stadion TJ Spartak, Soběslav diváci: 307 rozhodčí: Miroslav Novotný |
| Škrleta 10' Dumbrovský 48' Vítovec 66' |       |                        | Fotbalový stadion TJ Spartak, Soběslav diváci: 307 rozhodčí: Miroslav Novotný |

| 3. srpna 2024 10:15          |             |                    |                                            |
| TJ FC Pěnčín                 | 2 : 2 (pp.) | TJ Velké Hamry     | Pěnčín diváci: 160 rozhodčí: Filip Nešněra |
| Daněk 35' Linka 90+6' (pen.) |             | 65' Diviš 74' Roll | Pěnčín diváci: 160 rozhodčí: Filip Nešněra |

|  |       | Penaltový rozstřel |
|  | 4 : 5 |                    |

| 3. srpna 2024 10:30 |       |                                                        |                                        |
| FK Slavoj Žatec     | 1 : 5 | SK Slaný                                               | Žatec diváci: 150 rozhodčí: Tomáš Baum |
| Hassman 41' (pen.)  |       | 5' Novotný F. 21', 39' Abrham 26' Kafka 64' Ceccarelli | Žatec diváci: 150 rozhodčí: Tomáš Baum |

| 3. srpna 2024 17:00                    |       |                  |                                                                            |
| SK Český Brod                          | 3 : 1 | SK Kosmonosy     | Sportovní areál Na Kutilce, Český Brod diváci: 300 rozhodčí: Tomáš Nejedlo |
| Václavík 17' Bím 35' Křenek 58' (pen.) |       | 77' (pen.) Mašek | Sportovní areál Na Kutilce, Český Brod diváci: 300 rozhodčí: Tomáš Nejedlo |

| 3. srpna 2024 17:00                               |       |            |                                             |
| SK Vysoké Mýto                                    | 4 : 0 | FC Hlinsko | Vysoké Mýto diváci: 210 rozhodčí: Aleš Mach |
| Dvořák P. 29' (pen.) Březák 46' Šplíchal 50', 82' |       |            | Vysoké Mýto diváci: 210 rozhodčí: Aleš Mach |

| 3. srpna 2024 17:00 |       |                 |                                                                         |
| FK Česká Třebová    | 0 : 1 | FK Horní Ředice | Stadion Pod Jelenicí, Česká Třebová diváci: 150 rozhodčí: Martin Fojtík |
|                     |       | 9' Morávek      | Stadion Pod Jelenicí, Česká Třebová diváci: 150 rozhodčí: Martin Fojtík |

| 3. srpna 2024 17:00 |             |                 |                                                                              |
| FC Přední Kopanina  | 1 : 1 (pp.) | TJ Ligmet Milín | Areál FC Přední Kopanina, Přední Kopanina diváci: 250 rozhodčí: Filip Adámek |
| Razetto 38'         |             | 9' Morávek      | Areál FC Přední Kopanina, Přední Kopanina diváci: 250 rozhodčí: Filip Adámek |

|  |       | Penaltový rozstřel |
|  | 3 : 4 |                    |

| 3. srpna 2024 17:00           |       |                       |                                          |
| SK Rapid Psáry                | 3 : 2 | FK Brandýs nad Labem  | Psáry diváci: 180 rozhodčí: Petr Popelka |
| Pouček 42', 82' Studnička 67' |       | 15' Šťovíček 32' Šára | Psáry diváci: 180 rozhodčí: Petr Popelka |

| 3. srpna 2024 17:00 |       |                             |                                          |
| FK Ostrov           | 1 : 2 | FC VIKTORIA Mariánské Lázně | Ostrov diváci: 250 rozhodčí: Jakub Fencl |
| Řehák 23'           |       | 60' Skála 72' Florian       | Ostrov diváci: 250 rozhodčí: Jakub Fencl |

| 4. srpna 2024 17:00                      |       |                     |                                               |
| TJ Slavoj Koloveč                        | 3 : 1 | SK Slavia Vejprnice | Koloveč diváci: 270 rozhodčí: Lukáš Langmajer |
| Lucák 15' Duchoň 19' Grajciar 89' (pen.) |       | 32' Dvořák R.       | Koloveč diváci: 270 rozhodčí: Lukáš Langmajer |

| 4. srpna 2024 17:00 |       |                                         |                                                            |
| MFK Trutnov         | 0 : 3 | Spartak Police nad Metují               | Stadion Trutnov, Trutnov diváci: 452 rozhodčí: Jakub Nymsa |
|                     |       | 13' Strasser 49' (pen.) Čáp 72' Matějka | Stadion Trutnov, Trutnov diváci: 452 rozhodčí: Jakub Nymsa |

| 4. srpna 2024 17:00 |       |                                  |                                                         |
| TJ Sokol Železnice  | 0 : 2 | FC Slavia Hradec Králové         | Za hřištěm, Železnice diváci: 621 rozhodčí: Marek Pilný |
|                     |       | 29' (vl.) Haken 90+5' Novotný A. | Za hřištěm, Železnice diváci: 621 rozhodčí: Marek Pilný |

Poznámky
1. ↑  Kvůli vážným ekonomickým problémům se znojemský klub rozhodl ze soutěže odstoupit. Do prvního kola poháru automaticky postupují Tasovice.

## 1. kolo
| 13. srpna 2024 18:00 |       |                                                  |                                                                |
| SK Slaný             | 0 : 5 | SK Sokol Brozany                                 | Stadion Za Nádražím, Slaný diváci: 168 rozhodčí: Jiří Gerhardt |
|                      |       | 29', 49' Schettl 34', 90' Novotný V. 68' Bechyně | Stadion Za Nádražím, Slaný diváci: 168 rozhodčí: Jiří Gerhardt |

| 20. srpna 2024 17:30              |       |                         |                                                                           |
| SK Aritma Praha                   | 3 : 2 | Sokol Hostouň           | Areál SK Aritma, Praha 6 – Vokovice diváci: 365 rozhodčí: Vojtěch Severýn |
| Šalanský 6' Janda 39' Musil 90+2' |       | 42', 62' (pen.) Etemike | Areál SK Aritma, Praha 6 – Vokovice diváci: 365 rozhodčí: Vojtěch Severýn |

| 20. srpna 2024 17:30   |       |                 |                                                                             |
| FK Arsenal Česká Lípa  | 2 : 0 | SK Sparta Kolín | Městský stadion u Ploučnice, Česká Lípa diváci: 410 rozhodčí: Lukáš Barcuch |
| Kazda 54' Šimon M. 86' |       |                 | Městský stadion u Ploučnice, Česká Lípa diváci: 410 rozhodčí: Lukáš Barcuch |

| 20. srpna 2024 17:30 |       |                                                     |                                                                       |
| FK Rokycany          | 1 : 6 | FK Příbram                                          | Fotbalové hřiště Rokycany, Rokycany diváci: 350 rozhodčí: Pavel Šiška |
| Karlíček 22'         |       | 12', 40' Ret F. 27' Vott 68', 88' Nkwinga 85' Tolno | Fotbalové hřiště Rokycany, Rokycany diváci: 350 rozhodčí: Pavel Šiška |

| 20. srpna 2024 17:30 |       |                          |                                                                  |
| 1. HFK Olomouc       | 0 : 2 | MFK Vyškov               | Stadion FK Holice, Olomouc diváci: 235 rozhodčí: Stanislav Volek |
|                      |       | 32' El Azzouzi 76' Condé | Stadion FK Holice, Olomouc diváci: 235 rozhodčí: Stanislav Volek |

| 20. srpna 2024 17:30 |       |               |                                                                       |
| FC Kuřim             | 1 : 0 | TJ START Brno | Městský fotbalový stadion, Kuřim diváci: 1 080 rozhodčí: Adam Bodeček |
| Čech V. 3'           |       |               | Městský fotbalový stadion, Kuřim diváci: 1 080 rozhodčí: Adam Bodeček |

| 21. srpna 2024 17:30 |       |                               |                                               |
| TJ Velké Hamry       | 0 : 3 | SK Benátky nad Jizerou        | Velké Hamry diváci: 210 rozhodčí: Martin Švec |
|                      |       | 54' Žitka 74' Duch 81' Fabián | Velké Hamry diváci: 210 rozhodčí: Martin Švec |

| 21. srpna 2024 17:30 |       |                                           |                                              |
| TJ Spartak Soběslav  | 1 : 3 | Povltavská FA                             | Soběslav diváci: 407 rozhodčí: Marek Janíček |
| Bouchal 81'          |       | 52' (vl.) Bouchal 55' Drobílek 62' Bicenc | Soběslav diváci: 407 rozhodčí: Marek Janíček |

| 21. srpna 2024 17:30 |       |                                             |                                                                                 |
| FK Dobrovice         | 1 : 5 | FK Viktoria Žižkov                          | Městský stadion FK Dobrovice, Dobrovice diváci: 362 rozhodčí: Vojtěch Opočenský |
| Kalabis 66'          |       | 2', 38', 42' Sodoma 28' Gembický 88' Prošek | Městský stadion FK Dobrovice, Dobrovice diváci: 362 rozhodčí: Vojtěch Opočenský |

| 21. srpna 2024 17:30            |        |                                                                              |                                           |
| SK Rapid Psáry                  | 2 : 10 | FC SILON Táborsko                                                            | Psáry diváci: 164 rozhodčí: Daniel Vokoun |
| Krasnyjanyk 43' Proskočil 45+1' |        | 7' Plachý 10' Nečas 11', 38' Dordič 33', 67', 75' Mach 77', 80', 82' Novotný | Psáry diváci: 164 rozhodčí: Daniel Vokoun |

| 21. srpna 2024 17:30 |       |                                             |                                                                       |
| FK Turnov            | 0 : 4 | SK Zápy                                     | Fotbalový stadion Turnov, Turnov diváci: 120 rozhodčí: Karel Hanousek |
|                      |       | 14' Weis 27' Stropek 58' Woitek 79' Matějka | Fotbalový stadion Turnov, Turnov diváci: 120 rozhodčí: Karel Hanousek |

| 21. srpna 2024 17:30 |       |                          |                                                                  |
| FK Horní Ředice      | 0 : 2 | TJ Sokol Živanice        | FK Horní Ředice, Horní Ředice diváci: 470 rozhodčí: Martin Braun |
|                      |       | 43' Jarkovský 53' Petrus | FK Horní Ředice, Horní Ředice diváci: 470 rozhodčí: Martin Braun |

| 21. srpna 2024 17:30           |       |                                        |                                                         |
| FK Přepeře                     | 2 : 3 | FK Varnsdorf                           | RTW Arena, Přepeře diváci: 210 rozhodčí: Michael Kvítek |
| Malinský 43' (pen.) Strnad 73' |       | 19' Osaghae 40' (vl.) Neyra 70' Kouřil | RTW Arena, Přepeře diváci: 210 rozhodčí: Michael Kvítek |

| 21. srpna 2024 17:30 |             |                            |                                                        |
| TJ Ligmet Milín      | 1 : 1 (pp.) | FC Sellier & Bellot Vlašim | U stadionu 319, Milín diváci: 580 rozhodčí: Adam Trska |
| Kunc 7'              |             | 64' Hodek                  | U stadionu 319, Milín diváci: 580 rozhodčí: Adam Trska |

|  |       | Penaltový rozstřel |
|  | 4 : 3 |                    |

| 21. srpna 2024 17:30 |       |                                       |                                                                |
| TJ SK Hřebeč         | 1 : 3 | SK Kladno                             | Fotbalové hřiště, Hřebeč diváci: 1 068 rozhodčí: Tomáš Nejedlo |
| Myška 71'            |       | 49' Pospíšil T. 53' Šnobl 59' Eichler | Fotbalové hřiště, Hřebeč diváci: 1 068 rozhodčí: Tomáš Nejedlo |

| 21. srpna 2024 17:30 |       |                                                      |                                                                |
| FK Meteor Praha VIII | 0 : 5 | FK VIAGEM Ústí nad Labem                             | Fotbalový areál v Libni, Praha diváci: 320 rozhodčí: Jan Švorc |
|                      |       | 7', 43' Černý 24' Richter 40' Vinicius 63' Marquinho | Fotbalový areál v Libni, Praha diváci: 320 rozhodčí: Jan Švorc |

| 21. srpna 2024 17:30 |       |                                  |                                                                          |
| SK Český Brod        | 1 : 4 | FK Admira Praha                  | Sportovní areál Na Kutilce, Český Brod diváci: 200 rozhodčí: Pavel Fišer |
| Skořepa 71'          |       | 43', 60', 61' Pejša 45+1' Dobiáš | Sportovní areál Na Kutilce, Český Brod diváci: 200 rozhodčí: Pavel Fišer |

| 21. srpna 2024 17:30 |             |               |                                                                             |
| FK Králův Dvůr       | 1 : 1 (pp.) | FK Loko Praha | Městský stadion Králův Dvůr, Králův Dvůr diváci: 340 rozhodčí: Filip Adámek |
| Černý D. 88'         |             | 78' Candela   | Městský stadion Králův Dvůr, Králův Dvůr diváci: 340 rozhodčí: Filip Adámek |

|  |       | Penaltový rozstřel |
|  | 3 : 4 |                    |

| 21. srpna 2024 17:30 |             |                                 |                                              |
| TJ Slovan Velvary    | 2 : 2 (pp.) | FK Motorlet Praha               | Velvary diváci: 300 rozhodčí: Milan Matějček |
| Štursa 65' Kraml 77' |             | 15' (pen.) Rataj M. 53' Mervard | Velvary diváci: 300 rozhodčí: Milan Matějček |

|  |       | Penaltový rozstřel |
|  | 2 : 3 |                    |

| 21. srpna 2024 17:30 |       |                             |                                                            |
| FK Olympie Březová   | 1 : 3 | SK Petřín Plzeň             | Fotbalové hřiště, Březová diváci: 200 rozhodčí: Karel Hoch |
| Doubravský 31'       |       | 75', 90' Lisý 84' Provod M. | Fotbalové hřiště, Březová diváci: 200 rozhodčí: Karel Hoch |

| 21. srpna 2024 17:30 |       |                                                                               |                                              |
| TJ Slavoj Koloveč    | 0 : 7 | TJ Jiskra Domažlice                                                           | Koloveč diváci: 390 rozhodčí: Helena Šálková |
|                      |       | 10' Pavlík K. 17' Červený F. 23' Teršl 34', 45' Černý V. 37' Kapolka 41' Vais | Koloveč diváci: 390 rozhodčí: Helena Šálková |

| 21. srpna 2024 17:30        |       |                                                        |                                                   |
| FC VIKTORIA Mariánské Lázně | 0 : 4 | FK Baník Most - Souš                                   | Mariánské Lázně diváci: 200 rozhodčí: Jakub Fencl |
|                             |       | 13' Rjaska 25' Šimeček 78' Marhoul 87' (vl.) Dvořák J. | Mariánské Lázně diváci: 200 rozhodčí: Jakub Fencl |

| 21. srpna 2024 17:30             |             |            |                                                                      |
| SK BESKYD Frenštát pod Radhoštěm | 0 : 0 (pp.) | FC ZLÍNSKO | Na Nivách, Frenštát pod Radhoštěm diváci: 289 rozhodčí: Martin Ganaj |
|                                  |             |            | Na Nivách, Frenštát pod Radhoštěm diváci: 289 rozhodčí: Martin Ganaj |

|  |       | Penaltový rozstřel |
|  | 5 : 3 |                    |

| 21. srpna 2024 17:30 |       |                                  |                                                              |
| FC Kvasice           | 1 : 3 | FC Strání                        | Hřiště FC Kvasice, Kvasice diváci: 292 rozhodčí: Roman Labaš |
| Slaměník 47'         |       | 15' Švrček J. 71' Řihák 78' Haša | Hřiště FC Kvasice, Kvasice diváci: 292 rozhodčí: Roman Labaš |

| 21. srpna 2024 17:30 |       |                                                                 |                                                                       |
| SK Jiskra Rýmařov    | 0 : 6 | SK Hanácká Slavia Kroměříž                                      | Stadion SK Jiskra Rýmařov, Rýmařov diváci: 310 rozhodčí: Petr Dorušák |
|                      |       | 8', 45' Koryčan 14' Bewene 25' Holík L. 49' Chwaszcz 59' Vyhlíd | Stadion SK Jiskra Rýmařov, Rýmařov diváci: 310 rozhodčí: Petr Dorušák |

| 21. srpna 2024 17:30 |       |                  |                                                                                          |
| MFK Vítkovice        | 2 : 0 | FK Frýdek-Místek | Tréninkové centrum Vítek v Ostravě - Jih, Ostrava diváci: 150 rozhodčí: Tomáš Mankovecký |
| Emmanuel 45', 76'    |       |                  | Tréninkové centrum Vítek v Ostravě - Jih, Ostrava diváci: 150 rozhodčí: Tomáš Mankovecký |

| 21. srpna 2024 17:30 |             |                  |                                                                      |
| FK KOZLOVICE         | 0 : 0 (pp.) | ČSK Uherský Brod | Sportovní areál Kozlovice, Přerov diváci: 251 rozhodčí: Zdeněk Silný |
|                      |             |                  | Sportovní areál Kozlovice, Přerov diváci: 251 rozhodčí: Zdeněk Silný |

|  |       | Penaltový rozstřel |
|  | 8 : 9 |                    |

| 21. srpna 2024 17:30        |       |                                        |                                                                          |
| TATRAN Ždírec nad Doubravou | 0 : 4 | SK Líšeň 2019                          | Stadion SK Tatran, Ždírec nad Doubravou diváci: 480 rozhodčí: Vít Zaoral |
|                             |       | 26', 63' Hapal 54' Aldin 84' Vlasák A. | Stadion SK Tatran, Ždírec nad Doubravou diváci: 480 rozhodčí: Vít Zaoral |

| 27. srpna 2024 17:00            |             |                              |                                                                                     |
| FC ŽĎAS Žďár nad Sázavou        | 2 : 2 (pp.) | FC Vysočina Jihlava          | Sportovní areál Bouchalky, Žďár nad Sázavou diváci: 785 rozhodčí: Daniel Lovětínský |
| Nedvěd 45+1' (pen.), 62' (pen.) |             | 35' Selnar 57' (pen.) Franěk | Sportovní areál Bouchalky, Žďár nad Sázavou diváci: 785 rozhodčí: Daniel Lovětínský |

|  |       | Penaltový rozstřel |
|  | 8 : 7 |                    |

| 27. srpna 2024 17:30 |       |             |                                                  |
| SK Vysoké Mýto       | 1 : 0 | MFK Chrudim | Vysoké Mýto diváci: 300 rozhodčí: Antonín Bohata |
| Kožený 70'           |       |             | Vysoké Mýto diváci: 300 rozhodčí: Antonín Bohata |

| 27. srpna 2024 19:00 |       |                       |                                                                |
| SK Hranice           | 1 : 2 | FC Zlín               | Stadion SK Hranice, Hranice diváci: 637 rozhodčí: Petr Dorušák |
| Jasenský 41'         |       | 12' Selnar 19' Franěk | Stadion SK Hranice, Hranice diváci: 637 rozhodčí: Petr Dorušák |

| 28. srpna 2024 17:30                   |             |                            |                                                                      |
| TJ Slovan Bzenec                       | 3 : 3 (pp.) | FK Hodonín                 | Stadion v Zámeckém Parku, Bzenec diváci: 720 rozhodčí: David Poláček |
| Komínek 7' Mihál 16' (vl.) Pelikán 59' |             | 25', 38' Holek 64' Veljača | Stadion v Zámeckém Parku, Bzenec diváci: 720 rozhodčí: David Poláček |

|  |       | Penaltový rozstřel |
|  | 5 : 4 |                    |

| 28. srpna 2024 17:30 |             |                             |                                             |
| FC Bílovec           | 2 : 2 (pp.) | SK Uničov                   | Bílovec diváci: 255 rozhodčí: David Jurajda |
| Gajdošík 5' Kunz 74' |             | 10' Ambrozek 47' Hausknecht | Bílovec diváci: 255 rozhodčí: David Jurajda |

|  |       | Penaltový rozstřel |
|  | 3 : 2 |                    |

| 28. srpna 2024 17:30 |             |                           |                                                            |
| MFK Havířov          | 2 : 2 (pp.) | FC Hlučín                 | Stadion Dukla, Havířov diváci: 750 rozhodčí: Zbyněk Proske |
| Teplý 45+1', 78'     |             | 34' Havran 70' Buchvaldek | Stadion Dukla, Havířov diváci: 750 rozhodčí: Zbyněk Proske |

|  |       | Penaltový rozstřel |
|  | 3 : 5 |                    |

| 28. srpna 2024 17:30   |       |                  |                                                       |
| TJ Sokol Tasovice      | 2 : 1 | FC Slovan Rosice | Tasanda, Tasovice diváci: 340 rozhodčí: Pavel Budovič |
| Vocílka 57' Vašina 77' |       | 30' Kaláb        | Tasanda, Tasovice diváci: 340 rozhodčí: Pavel Budovič |

| 29. srpna 2024 17:00     |       |                                                  |                                                                               |
| TJ Tatran Bohunice       | 2 : 6 | FC Zbrojovka Brno                                | Stadion Tatran Bohunice, Brno-Bohunice diváci: 1 328 rozhodčí: Ondřej Cieslar |
| Krejčí A. 66' Tipoas 80' |       | 15', 40' Pernica 30', 33', 88' Potočný 73' Hamza | Stadion Tatran Bohunice, Brno-Bohunice diváci: 1 328 rozhodčí: Ondřej Cieslar |

| 4. září 2024 17:00       |       |                           |                                                                            |
| FC Slavia Hradec Králové | 1 : 2 | TJ Jiskra Ústí nad Orlicí | Areál Orlická kotlina, Hradec Králové diváci: 200 rozhodčí: Lubomír Bečvář |
| Táborský 15' (vl.)       |       | 17' Budinov 54' Zvolánek  | Areál Orlická kotlina, Hradec Králové diváci: 200 rozhodčí: Lubomír Bečvář |

| 4. září 2024 17:00 |       |                                                  |                                                          |
| FK Benešov         | 1 : 3 | FC Písek                                         | U Konopiště, Benešov diváci: 160 rozhodčí: Matěj Kubečka |
| Leach 72'          |       | 21' (vl.) Jelínek 52' (pen.) Voráček 88' Hořánek | U Konopiště, Benešov diváci: 160 rozhodčí: Matěj Kubečka |

| 4. září 2024 17:30 |       |                                                 |                                                               |
| FC Vratimov        | 0 : 4 | Slezský FC Opava                                | Stadion Vratimov, Vratimov diváci: 450 rozhodčí: Filip Kotala |
|                    |       | 34' Papalelé 41' Mužík 52' Rataj 90+1' Strnadel | Stadion Vratimov, Vratimov diváci: 450 rozhodčí: Filip Kotala |

| 4. září 2024 17:00 |       |                      |                                                                          |
| FK Bospor Bohumín  | 0 : 2 | 1. SK Prostějov      | Fotbalový areál Pavla Srnička, Bohumín diváci: 350 rozhodčí: Tomáš Batík |
|                    |       | 40' Šindelář 41' Žák | Fotbalový areál Pavla Srnička, Bohumín diváci: 350 rozhodčí: Tomáš Batík |

| 11. září 2024 17:00             |       |                         |                                                            |
| Spartak Police nad Metují       | 2 : 0 | FK Chlumec nad Cidlinou | Police nad Metují diváci: 300 rozhodčí: Štěpán Prušinovský |
| Čáp R. 17' (pen.) Vondráček 55' |       |                         | Police nad Metují diváci: 300 rozhodčí: Štěpán Prušinovský |

| 11. září 2024 18:30                                                    |       |                 |                                                                         |
| FC Slavia Karlovy Vary                                                 | 5 : 1 | FC Chomutov     | Stadion Drahovice, Karlovy Vary diváci: 150 rozhodčí: Vladimír Melničuk |
| Dolejš 33' Jesze 54' Kharchilava 60' Geňo 70' (pen.) Paul Jeremiah 85' |       | 15' Škoda Mich. | Stadion Drahovice, Karlovy Vary diváci: 150 rozhodčí: Vladimír Melničuk |

## 2. kolo
| 24. září 2024 16:00     |       |                 |                                                                     |
| ČSK Uherský Brod        | 2 : 1 | 1. SK Prostějov | Orelský stadion, Uherský Brod diváci: 200 rozhodčí: Stanislav Volek |
| Sedláček D. 45' Pus 52' |       | 17' Šindelář    | Orelský stadion, Uherský Brod diváci: 200 rozhodčí: Stanislav Volek |

| 24. září 2024 16:30 |       |                          |                                                                                     |
| MFK Vítkovice       | 0 : 3 | FC Hlučín                | Tréninkové centrum Vítek v Ostravě - Jih, Ostrava diváci: 255 rozhodčí: Matěj Dudek |
|                     |       | 67', 74' Kania 71' Praus | Tréninkové centrum Vítek v Ostravě - Jih, Ostrava diváci: 255 rozhodčí: Matěj Dudek |

| 24. září 2024 18:00                    |             |                                         |                                                                                      |
| FK VIAGEM Ústí nad Labem               | 4 : 4 (pp.) | SK Kladno                               | Městský stadion Ústí nad Labem, Ústí nad Labem diváci: 317 rozhodčí: Vojtěch Severýn |
| Černý 9' Červenka 27', 42' Richter 41' |             | 65', 85', 87' (pen.) Jakab 90+3' Krejčí | Městský stadion Ústí nad Labem, Ústí nad Labem diváci: 317 rozhodčí: Vojtěch Severýn |

|  |       | Penaltový rozstřel |
|  | 4 : 3 |                    |

| 25. září 2024 16:30 |       |                                    |                                                                              |
| Povltavská FA       | 1 : 3 | FC Slovan Liberec                  | Fotbalový stadion Štěchovice, Štěchovice diváci: 323 rozhodčí: Daniel Vokoun |
| Šmerda 65'          |       | 43' Eneme 69' Hlavatý 81' Višinský | Fotbalový stadion Štěchovice, Štěchovice diváci: 323 rozhodčí: Daniel Vokoun |

| 25. září 2024 16:30              |       |                                     |                                                                         |
| SK BESKYD Frenštát pod Radhoštěm | 1 : 3 | FC Zbrojovka Brno                   | Na Nivách, Frenštát pod Radhoštěm diváci: 494 rozhodčí: Stanislav Volek |
| Hlosta 33'                       |       | 40' Švancara 45' Mičuda 71' Potočný | Na Nivách, Frenštát pod Radhoštěm diváci: 494 rozhodčí: Stanislav Volek |

| 25. září 2024 16:30 |       |                                       |                                                                             |
| SK Aritma Praha     | 0 : 3 | FK Pardubice                          | Areál SK Aritma, Praha 6 – Vokovice diváci: 620 rozhodčí: Vojtěch Opočenský |
|                     |       | 9' (pen.) Krobot 65' Simon 81' Patrák | Areál SK Aritma, Praha 6 – Vokovice diváci: 620 rozhodčí: Vojtěch Opočenský |

| 25. září 2024 16:30     |       |                       |                                                           |
| FK Loko Praha           | 3 : 0 | FK Arsenal Česká Lípa | U průhonu, Praha 7 diváci: 125 rozhodčí: Miroslav Novotný |
| Vaněk 8', 48' Weber 40' |       |                       | U průhonu, Praha 7 diváci: 125 rozhodčí: Miroslav Novotný |

| 25. září 2024 16:30  |             |                        |                                                                          |
| FK Baník Most - Souš | 1 : 1 (pp.) | SK Benátky nad Jizerou | Fotbalový stadion Josefa Masopusta, Most diváci: 150 rozhodčí: Filip Hes |
| Šimeček 30' (pen.)   |             | 90+1' Kohout A.        | Fotbalový stadion Josefa Masopusta, Most diváci: 150 rozhodčí: Filip Hes |

|  |       | Penaltový rozstřel |
|  | 3 : 5 |                    |

| 25. září 2024 16:30 |       |                                         |                                            |
| FC Bílovec          | 1 : 3 | MFK Vyškov                              | Bílovec diváci: 210 rozhodčí: Filip Kotala |
| Gajdošík 45+2'      |       | 44' Svoboda 52' Vedral 67' (pen.) Sylla | Bílovec diváci: 210 rozhodčí: Filip Kotala |

| 25. září 2024 16:30 |       |                                    |                                                                         |
| FC Kuřim            | 1 : 3 | 1. FC Slovácko                     | Městský fotbalový stadion, Kuřim diváci: 1 675 rozhodčí: Ondřej Cieslar |
| Bárta 56'           |       | 10' de Azevedo 71', 90+3' Kozák M. | Městský fotbalový stadion, Kuřim diváci: 1 675 rozhodčí: Ondřej Cieslar |

| 25. září 2024 16:30       |       |                                                      |                                                                               |
| TJ Jiskra Ústí nad Orlicí | 0 : 4 | FK Dukla Praha                                       | Sportovní areál TJ Jiskra, Ústí nad Orlicí diváci: 1 120 rozhodčí: Vít Zaoral |
|                           |       | 32' Moulis 39' Holiš 42' Řezníček 54' (pen.) Matějka | Sportovní areál TJ Jiskra, Ústí nad Orlicí diváci: 1 120 rozhodčí: Vít Zaoral |

| 25. září 2024 16:30 |       |                        |                                                              |
| TJ Sokol Živanice   | 0 : 3 | FK Varnsdorf           | Sokolovna 137, Živanice diváci: 150 rozhodčí: Antonín Bohata |
|                     |       | 53', 68', 90+1' Camara | Sokolovna 137, Živanice diváci: 150 rozhodčí: Antonín Bohata |

| 25. září 2024 16:30        |       |             |                                                                    |
| SK Hanácká Slavia Kroměříž | 1 : 0 | MFK Karviná | Stadion Jožky Silného, Kroměříž diváci: 973 rozhodčí: Jan Machálek |
| Holík 53'                  |       |             | Stadion Jožky Silného, Kroměříž diváci: 973 rozhodčí: Jan Machálek |

| 25. září 2024 16:30 |       |                  |                                                            |
| FC Strání           | 0 : 1 | Slezský FC Opava | Stadion Strání, Strání diváci: 612 rozhodčí: Dalibor Černý |
|                     |       | 90+3' Papalelé   | Stadion Strání, Strání diváci: 612 rozhodčí: Dalibor Černý |

| 25. září 2024 16:30 |             |             |                                                  |
| SK Vysoké Mýto      | 1 : 1 (pp.) | SK Hořovice | Vysoké Mýto diváci: 200 rozhodčí: Milan Matějček |
| Dvořák J. 58'       |             | 56' Majid   | Vysoké Mýto diváci: 200 rozhodčí: Milan Matějček |

|  |       | Penaltový rozstřel |
|  | 5 : 6 |                    |

| 25. září 2024 16:30 |       |                     |                                       |
| SK Petřín Plzeň     | 0 : 2 | FC SILON Táborsko   | Plzeň diváci: 200 rozhodčí: Jan Beneš |
|                     |       | 52' Mach 83' Nsunzu | Plzeň diváci: 200 rozhodčí: Jan Beneš |

| 25. září 2024 16:30 |       |                   |                                                                 |
| FK Motorlet Praha   | 0 : 1 | FC Hradec Králové | Stadion SK Motorlet, Praha 5 diváci: 420 rozhodčí: Marek Radina |
|                     |       | 90+1' Petrášek    | Stadion SK Motorlet, Praha 5 diváci: 420 rozhodčí: Marek Radina |

| 25. září 2024 16:30      |       |                         |                                                                                 |
| FC ŽĎAS Žďár nad Sázavou | 1 : 2 | SK Líšeň 2019           | Sportovní areál Bouchalky, Žďár nad Sázavou diváci: 656 rozhodčí: Dominik Starý |
| Opina 87'                |       | 64' Hapal 90+2' Polášek | Sportovní areál Bouchalky, Žďár nad Sázavou diváci: 656 rozhodčí: Dominik Starý |

| 25. září 2024 16:30 |       |                                                                     |                                                           |
| TJ Sokol Tasovice   | 1 : 5 | FC Zlín                                                             | Tasanda, Tasovice diváci: 485 rozhodčí: Daniel Lovětínský |
| Lapeš 6'            |       | 52' Buchvaldek 57' Brandner 63', 69' Natchkebia 89' (vl.) Hrazdílek | Tasanda, Tasovice diváci: 485 rozhodčí: Daniel Lovětínský |

| 25. září 2024 16:30 |       |                                 |                                                                                           |
| SK Sokol Brozany    | 1 : 3 | Bohemians Praha 1905            | Hlavní stadion SK Sokol Brozany, Brozany nad Ohří diváci: 1 150 rozhodčí: Ondřej Pechanec |
| Novotný V. 21'      |       | 10' Pleštil 50' Hůlka 59' Júsuf | Hlavní stadion SK Sokol Brozany, Brozany nad Ohří diváci: 1 150 rozhodčí: Ondřej Pechanec |

| 25. září 2024 16:30       |       |                        |                                                    |
| Spartak Police nad Metují | 2 : 0 | FC Slavia Karlovy Vary | Police nad Metují diváci: 455 rozhodčí: Adam Jansa |
| Jirout 8', 40'            |       |                        | Police nad Metují diváci: 455 rozhodčí: Adam Jansa |

| 25. září 2024 16:30                   |       |                 |                                                         |
| SK Zápy                               | 3 : 1 | FK Admira Praha | Teletník arena, Zápy diváci: 155 rozhodčí: Lukáš Glogar |
| Kubů 14' Duben 33' (pen.) Kavalír 36' |       | 4' Kuchař T.    | Teletník arena, Zápy diváci: 155 rozhodčí: Lukáš Glogar |

| 25. září 2024 16:30 |       |                      |                                                            |
| TJ Ligmet Milín     | 0 : 2 | FK Teplice           | U stadionu 319, Milín diváci: 1 055 rozhodčí: Jan Všetečka |
|                     |       | 79', 90+3' Vachoušek | U stadionu 319, Milín diváci: 1 055 rozhodčí: Jan Všetečka |

| 25. září 2024 17:30 |       |                                          |                                                                     |
| FC Písek            | 0 : 4 | FK Viktoria Žižkov                       | Městský sportovní areál, Písek diváci: 501 rozhodčí: Jakub Doubrava |
|                     |       | 20', 54' Sodoma 54' Vaníček 77' Gembický | Městský sportovní areál, Písek diváci: 501 rozhodčí: Jakub Doubrava |

| 25. září 2024 18:00   |             |                            |                                                      |
| FK Příbram            | 2 : 2 (pp.) | SK Dynamo České Budějovice | Na Litavce, Příbram diváci: 560 rozhodčí: Petr Hocek |
| Coňk 17' Bárta A. 26' |             | 15', 40' Sodoma            | Na Litavce, Příbram diváci: 560 rozhodčí: Petr Hocek |

|  |       | Penaltový rozstřel |
|  | 2 : 4 |                    |

| 2. října 2024 16:00 |       |                                                             |                                                                         |
| TJ Slovan Bzenec    | 0 : 6 | SK Sigma Olomouc                                            | Stadion v Zámeckém Parku, Bzenec diváci: 1 290 rozhodčí: Ondřej Cieslar |
|                     |       | 17' Langer 37' Elbel 61' Vraštil 71', 84' Kliment 77' Uriča | Stadion v Zámeckém Parku, Bzenec diváci: 1 290 rozhodčí: Ondřej Cieslar |

| 2. října 2024 16:00 |       |                          |                                                          |
| TJ Jiskra Domažlice | 0 : 2 | FK Jablonec              | Střelnice, Domažlice diváci: 503 rozhodčí: Dominik Starý |
|                     |       | 38' Alégué 53' Schánělec | Střelnice, Domažlice diváci: 503 rozhodčí: Dominik Starý |

## 3. kolo
| 23. října 2024 15:00 |       |                                                              |                                                         |
| SK Hořovice          | 0 : 6 | FK Dukla Praha                                               | UMT Hořovice, Hořovice diváci: 600 rozhodčí: Adam Trska |
|                      |       | 27' Douděra M. 42', 55' Moulis 62' Ludvíček 78', 84' Matějka | UMT Hořovice, Hořovice diváci: 600 rozhodčí: Adam Trska |

| 30. října 2024 13:30 |       |                      |                                                                       |
| MFK Vyškov           | 0 : 1 | Bohemians Praha 1905 | Sportovní areál Drnovice, Drnovice diváci: 1 412 rozhodčí: Vít Zaoral |
|                      |       | 82' Čermák A.        | Sportovní areál Drnovice, Drnovice diváci: 1 412 rozhodčí: Vít Zaoral |

| 30. října 2024 14:00      |       |                                |                                                             |
| Spartak Police nad Metují | 1 : 3 | FK Mladá Boleslav              | Police nad Metují diváci: 1 628 rozhodčí: Vojtěch Opočenský |
| Borůvka 45'               |       | 28' Jawo 54' Mareček 68' Žitný | Police nad Metují diváci: 1 628 rozhodčí: Vojtěch Opočenský |

| 30. října 2024 14:00 |       |                                              |                                                         |
| SK Líšeň 2019        | 1 : 3 | FK Teplice                                   | Areál SK Líšeň, Brno diváci: 458 rozhodčí: Filip Kotala |
| Vlasák 24'           |       | 21' (vl.) Ilko 48' (vl.) Otrísal 84' Radosta | Areál SK Líšeň, Brno diváci: 458 rozhodčí: Filip Kotala |

| 30. října 2024 14:00 |       |                             |                                                                              |
| Slezský FC Opava     | 1 : 2 | FC Zlín                     | Stadion FC Dolní Benešov, Dolní Benešov diváci: 612 rozhodčí: Ondřej Cieslar |
| Omale 33'            |       | 39' Natchkebia 64' Branecký | Stadion FC Dolní Benešov, Dolní Benešov diváci: 612 rozhodčí: Ondřej Cieslar |

| 30. října 2024 14:00 |       |                      |                                                         |
| SK Zápy              | 1 : 2 | FK Pardubice         | Teletník arena, Zápy diváci: 310 rozhodčí: Marek Radina |
| Duben J. 3'          |       | 9' Fousek 58' Žifčák | Teletník arena, Zápy diváci: 310 rozhodčí: Marek Radina |

| 30. října 2024 14:00 |       |                                         |                                                                                 |
| FK Varnsdorf         | 1 : 3 | FC Baník Ostrava                        | Městský fotbalový stadion v Kotlině, Varnsdorf diváci: 840 rozhodčí: Petr Hocek |
| Firbacher 57'        |       | 6' (pen.) Buchta 80' Ewerton 89' Kubala | Městský fotbalový stadion v Kotlině, Varnsdorf diváci: 840 rozhodčí: Petr Hocek |

| 30. října 2024 14:00                       |       |                |                                                                       |
| SK Hanácká Slavia Kroměříž                 | 3 : 1 | 1. FC Slovácko | Stadion Jožky Silného, Kroměříž diváci: 1 750 rozhodčí: Dalibor Černý |
| Moučka D. 38' Červenka P. 78' Bartoš 90+5' |       | 87' Kozák      | Stadion Jožky Silného, Kroměříž diváci: 1 750 rozhodčí: Dalibor Černý |

| 30. října 2024 14:00 |       |                   |                                                         |
| FK Loko Praha        | 0 : 1 | FC Hradec Králové | U průhonu, Praha 7 diváci: 450 rozhodčí: Jakub Doubrava |
|                      |       | 31' Griger        | U průhonu, Praha 7 diváci: 450 rozhodčí: Jakub Doubrava |

| 30. října 2024 16:30                    |       |                                          |                                                                                   |
| FK VIAGEM Ústí nad Labem                | 3 : 4 | FC Viktoria Plzeň                        | Městský stadion Ústí nad Labem, Ústí nad Labem diváci: 2 430 rozhodčí: Jan Petřík |
| Richter 16' Černý D. 83' Novotný F. 85' |       | 13', 56' Vašulín 18' Kopic 45+1' Paluska | Městský stadion Ústí nad Labem, Ústí nad Labem diváci: 2 430 rozhodčí: Jan Petřík |

| 30. října 2024 17:00 |       |                   |                                                                        |
| FC Hlučín            | 1 : 0 | FC Slovan Liberec | Městský stadion Lumíra Kota, Hlučín diváci: 976 rozhodčí: Jan Machálek |
| Moučka O. 58' (pen.) |       |                   | Městský stadion Lumíra Kota, Hlučín diváci: 976 rozhodčí: Jan Machálek |

| 30. října 2024 17:30 |       |                     |                                                                      |
| FK Viktoria Žižkov   | 0 : 2 | SK Sigma Olomouc    | Stadion FK Viktoria Žižkov, Žižkov diváci: 1 170 rozhodčí: Jan Beneš |
|                      |       | 7' Šíp 83' Emmanuel | Stadion FK Viktoria Žižkov, Žižkov diváci: 1 170 rozhodčí: Jan Beneš |

| 30. října 2024 19:15                                 |       |                   |                                                         |
| AC Sparta Praha                                      | 4 : 0 | FC Zbrojovka Brno | epet ARENA, Praha 7 diváci: 13 649 rozhodčí: Pavel Orel |
| Krasniqi 40' Pešek 65' Daněk 71' Rrahmani 80' (pen.) |       |                   | epet ARENA, Praha 7 diváci: 13 649 rozhodčí: Pavel Orel |

| 31. října 2024 14:00   |       |                                             |                                                                                               |
| SK Benátky nad Jizerou | 1 : 4 | SK Slavia Praha                             | Městský stadion Benátky nad Jizerou, Benátky nad Jizerou diváci: 3 585 rozhodčí: Jan Všetečka |
| Žitka 90+2'            |       | 14' Chytil 16' Konečný 27' Wallem 31' Bužek | Městský stadion Benátky nad Jizerou, Benátky nad Jizerou diváci: 3 585 rozhodčí: Jan Všetečka |

| 5. listopadu 2024 15:00 |       |             |                                                                  |
| ČSK Uherský Brod        | 0 : 1 | FK Jablonec | Orelský stadion, Uherský Brod diváci: 551 rozhodčí: Jan Machálek |
|                         |       | 6' Hurtado  | Orelský stadion, Uherský Brod diváci: 551 rozhodčí: Jan Machálek |

| 6. listopadu 2024 13:30 |       |                            |                                                                     |
| FC SILON Táborsko       | 2 : 0 | SK Dynamo České Budějovice | Stadion v Kvapilově ulici, Tábor diváci: 1 711 rozhodčí: Pavel Orel |
| Kone 118' Barac 120+2'  |       |                            | Stadion v Kvapilově ulici, Tábor diváci: 1 711 rozhodčí: Pavel Orel |

## 4. kolo
| 25. února 2025 18:00                   |       |                |                                                         |
| AC Sparta Praha                        | 3 : 0 | FK Dukla Praha | epet ARENA, Praha 7 diváci: 10 323 rozhodčí: Vít Zaoral |
| Rrahmani 40' Vydra P. 84' Olatunji 88' |       |                | epet ARENA, Praha 7 diváci: 10 323 rozhodčí: Vít Zaoral |

| 26. února 2025 17:00 |       |                               |                                                                    |
| FK Mladá Boleslav    | 0 : 2 | Bohemians Praha 1905          | Lokotrans aréna, Mladá Boleslav diváci: 1 321 rozhodčí: Petr Hocek |
|                      |       | 26' Pleštil 71' (vl.) Mareček | Lokotrans aréna, Mladá Boleslav diváci: 1 321 rozhodčí: Petr Hocek |

| 26. února 2025 19:30 |           |                   |                                                                |
| SK Slavia Praha      | 1:0 (pp.) | FC SILON Táborsko | Fortuna Arena, Praha diváci: 9 612 rozhodčí: Vojtěch Opočenský |
| Chytil 114'          |           |                   | Fortuna Arena, Praha diváci: 9 612 rozhodčí: Vojtěch Opočenský |

| 27. února 2025 18:00                       |           |                 |                                                             |
| FC Viktoria Plzeň                          | 4:1 (pp.) | FC Zlín         | Doosan Arena, Plzeň diváci: 4 724 rozhodčí: Ondřej Pechanec |
| Jemelka 33' Durosinmi 93' Kopic 104', 119' |           | 1' Stanley Kanu | Doosan Arena, Plzeň diváci: 4 724 rozhodčí: Ondřej Pechanec |

| 26. února 2025 13:30       |       |                            |                                                            |
| SK Sigma Olomouc           | 2 : 1 | SK Hanácká Slavia Kroměříž | Andrův stadion, Olomouc diváci: 1 527 rozhodčí: Vít Zaoral |
| Slavíček 39' Kliment 90+4' |       | 33' Moučka                 | Andrův stadion, Olomouc diváci: 1 527 rozhodčí: Vít Zaoral |

| 05. března 2025 18:00 |       |                   |                                                            |
| FK Pardubice          | 0 : 2 | FC Baník Ostrava  | CFIG Aréna, Pardubice diváci: 2 268 rozhodčí: Marek Radina |
|                       |       | 23' Šín 41' Kohút | CFIG Aréna, Pardubice diváci: 2 268 rozhodčí: Marek Radina |

| 11. března 2025 18:00 |       |                         |                                                                        |
| FC Hlučín             | 1 : 2 | FK Teplice              | Městský stadion Lumíra Kota, Hlučín diváci: 865 rozhodčí: Jan Machálek |
| 85' Buchvaldek        |       | 23' Sedláček 65' Horský | Městský stadion Lumíra Kota, Hlučín diváci: 865 rozhodčí: Jan Machálek |

| 12. března 2025 18:00 |       |                          |                                                                        |
| FC Hradec Králové     | 1 : 2 | FK Jablonec              | Malšovická aréna, Hradec Králové diváci: 3 152 rozhodčí: Lukáš Nehasil |
| 62' Slončík           |       | 37' Tekijaški 82' Suchan | Malšovická aréna, Hradec Králové diváci: 3 152 rozhodčí: Lukáš Nehasil |

## Čtvrtfinále
| 8. dubna 2025 18:00 |        |                  |                                                         |
| SK Slavia Praha     | 0 : 1  | SK Sigma Olomouc | Fortuna Arena, Praha diváci: 13 158 rozhodčí: Jan Beneš |
|                     | Report | 28' Kliment      | Fortuna Arena, Praha diváci: 13 158 rozhodčí: Jan Beneš |

| 9. dubna 2025 16:30 |        |                  |                                                                            |
| FK Jablonec         | 0 : 1  | FC Baník Ostrava | Stadion Střelnice, Jablonec nad Nisou diváci: 2 962 rozhodčí: Ondřej Berka |
|                     | Report | 64' Rigo         | Stadion Střelnice, Jablonec nad Nisou diváci: 2 962 rozhodčí: Ondřej Berka |

| 9. dubna 2025 19:00                    |             |                               |                                                          |
| AC Sparta Praha                        | 3 : 2 (pp.) | FK Teplice                    | epet ARENA, Praha diváci: 11 519 rozhodčí: Dominik Starý |
| 4' Sørensen, 75' Kuchta, 117' Haraslín | Report      | 39' Takács, 89' (pen.) Trubač | epet ARENA, Praha diváci: 11 519 rozhodčí: Dominik Starý |

| 10. dubna 2025 18:00 |        |                                         |                                                     |
| Bohemians Praha 1905 | 1 : 3  | FC Viktoria Plzeň                       | Ďolíček, Praha diváci: 5 622 rozhodčí: Jan Všetečka |
| 64' Čermák           | Report | 54' Vydra, 71' (pen.) Šulc, 90' Valenta | Ďolíček, Praha diváci: 5 622 rozhodčí: Jan Všetečka |

## Semifinále
| 22.4.2025 19:00   |        |                                       |                                                                                       |
| FC Baník Ostrava  | 2 : 3  | SK Sigma Olomouc                      | Městský stadion v Ostravě-Vítkovicích, Ostrava diváci: 12 039 rozhodčí: Dalibor Černý |
| 24' Šín, 57' Rigo | Report | 45', 66' (pen.) Zorvan, 54' Dolžnikov | Městský stadion v Ostravě-Vítkovicích, Ostrava diváci: 12 039 rozhodčí: Dalibor Černý |

| 23.4.2025 19:00 |        |                   |                                                         |
| AC Sparta Praha | 1 : 0  | FC Viktoria Plzeň | epet ARENA, Praha diváci: 15 907 rozhodčí: Ondřej Berka |
| 19' Zelený      | Report |                   | epet ARENA, Praha diváci: 15 907 rozhodčí: Ondřej Berka |

## Finále
| 14.5.2025 19:00                 |        |                     |                                                               |
| SK Sigma Olomouc                | 3:1    | AC Sparta Praha     | Andrův stadion, Olomouc diváci: 12 014 rozhodčí: Karel Rouček |
| 4', 45' Zorvan, 45+3' Mikulenka | Report | 61' (pen.) Rrahmani | Andrův stadion, Olomouc diváci: 12 014 rozhodčí: Karel Rouček |